# 警察医院待合室のアルベルティーヌ
『警察医院待合室のアルベルティーヌ』（けいさついいんまちあいしつのアルベルティーヌ、Albertine i politilægens venteværelse）は、ノルウェーの画家、クリスチャン・クローグ（1852-1925）が、1887年に完成した油彩画である。幅3mを超える大作で、クローグの代表作とされる。1907年にオスロ国立美術館(Nasjonalmuseet for kunst, arkitektur og design)が購入し、所蔵している。

## 題材
社会的な題材を描くことが多かったクローグは1886年12月に小説という形で首都クリスチャニアで、弟の病気の治療費などのために公娼となった未婚の裁縫師アルベルティーヌの生活を描いた『アルベルティーヌ』という作品を出版した。出版の翌日、この小説が発禁となり、当局に押収されると、翌年1月に労働者や学生の抗議デモが行われたが、1888年になって裁判所は発禁の処置を認め、クローグは罰金の処分を受けた。
『警察医院待合室のアルベルティーヌ』は性病の検査をうけるために警察病院の待合室で待つアルベルティーヌと公娼たちを描いたもので、診察室に導かれるアルベルティーヌは他の娼婦たちと比べて質素な服装で描かれている。このころ『アルベルティーヌ』(1884年)や『疲れ』(1885年)のようなアルベルティーヌを題材にした絵画をクローグは描いている。
クローグの作品によって起こった「近代公娼制」に関する新聞などによる論議はノルウェーの公娼制度の廃止に貢献したとされている。
この作品は20年間クローグの別荘に置かれた後、売却され、1907年にオスロ国立美術館に転売された。

## ギャラリー

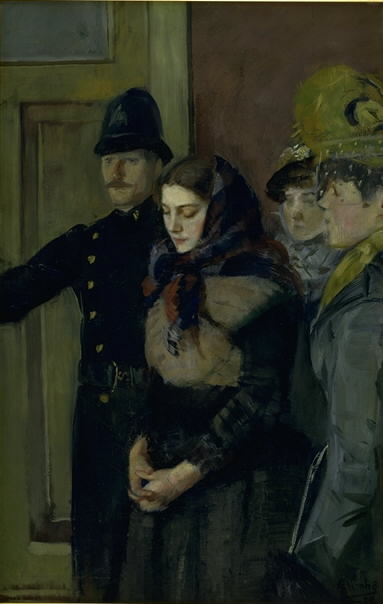
『アルベルティーヌ』(1884)
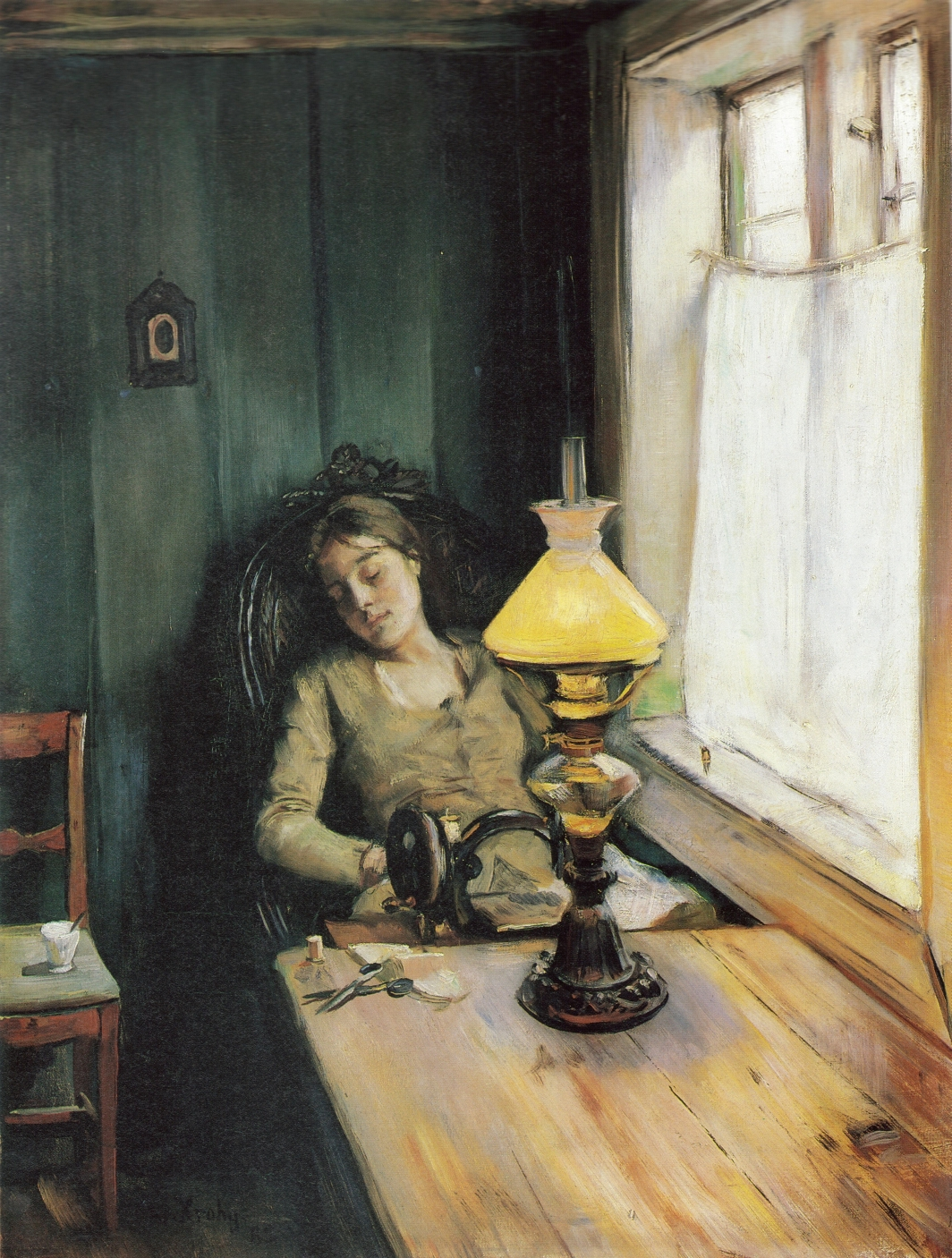
『疲れ』(1885)